# Liste des châteaux et bastides des Bouches-du-Rhône
La liste des châteaux et bastides des Bouches-du-Rhône recense de manière non exhaustive les mottes castrales ou château de terre, les châteaux, château fort ou château de plaisance, les châteaux viticoles, les maisons fortes, les bastides bourgeoises situés dans le département français des Bouches-du-Rhône. Il est fait état des inscriptions et classements au titre des monuments historiques.

## Liste
Pour la ville de Marseille, comprenant un grand nombre de châteaux et demeures sur son territoire, voici la liste dédiée :
- Châteaux et bastides de Marseille

| Icône            | Signification    | Abréviations             | Abréviations                  | Abréviations             | Abréviations           |
| ---------------- | ---------------- | ------------------------ | ----------------------------- | ------------------------ | ---------------------- |
| Château fort     | Château fort     | = Bastide                | = Ferme fortifiée             | = Maison forte           | = (Néo-)Palladianisme  |
| Renaissance      | Renaissance      | = Château gascon         | = Folie (montpelliéraine)     | = Manoir, Gentilhommière | = Résidence épiscopale |
| Domaine viticole | Domaine viticole | = Classicisme, classique | = Forteresse, fort(ification) | = Maison (noble)         | = Style Beaux-Arts     |
| Palais           | Palais           | = Commanderie            | = Gothique (flamboyant)       | = Néo-baroque            | = Style Second Empire  |
| Ruine ou disparu | Ruine, disparu   | = Château pinardier      | = Hôtel particulier           | = Néo-classique          | = Style italianisant   |
|                  |                  | = Demeure seigneuriale   | ... = Style Louis XII...XVI   | = Néo-gothique           | = Style troubadour     |
|                  |                  | = Éclectisme             | = Logis (seigneurial)         | = Néo-Renaissance        | = Villa (de Nice)      |
| Baroque, rococo  | Baroque, rococo  | = Édifice religieux      | = Motte castrale/féodale      | = Pavillon de chasse     | = Styles du XXe siècle |

| Type                                          | Château                                 | Commune                                           | Protection                                                      | Notes | Coordonnées                 | Illustration |
| --------------------------------------------- | --------------------------------------- | ------------------------------------------------- | --------------------------------------------------------------- | --- | --------------------------- | ------------ |
|                                               | Château d'Aiguebelle                    | Lambesc                                           | Classé MH (1979) · Inscrit MH (1979) · Notice no PA00081299     | | 43° 39′ 30″ N, 5° 16′ 54″ E |              |
| Néo-classique                                 | Château d'Albertas                      | Gémenos                                           | Inscrit MH (1927) · Notice no PA00081283                        | XVIIIe siècle, actuel hôtel de ville | 43° 17′ 43″ N, 5° 37′ 42″ E |              |
|                                               | Château d'Allauch                       | Allauch                                           |                                                                 | Moyen Âge |                             |              |
| Ruine ou disparu                              | Château d'Alleins                       | Alleins                                           |                                                                 | | 43° 42′ 14″ N, 5° 09′ 38″ E |              |
| Bastide                                       | Château d'Alphéran                      | Aix-en-Provence (village de Puyricard)            |                                                                 | 1724 | 43° 35′ 11″ N, 5° 25′ 10″ E |              |
|                                               | Château des Alpilles                    | Saint-Rémy-de-Provence                            |                                                                 | | 43° 47′ 20″ N, 4° 48′ 38″ E |              |
| Ruine ou disparu                              | Tour Anglica                            | Barbentane                                        |                                                                 | | 43° 53′ 51″ N, 4° 44′ 54″ E |              |
|                                               | Château l'Arc                           | Fuveau                                            |                                                                 | Actuellement un hôtel | 43° 27′ 46″ N, 5° 35′ 48″ E |              |
| Résidence épiscopale                          | Domaine d'Arnajon                       | Le Puy-Sainte-Réparade                            | Classé MH (2011) · Notice no PA00135625                         | XVIIe et XIXe siècles | 43° 39′ 56″ N, 5° 25′ 02″ E |              |
| Château fort · Ruine ou disparu               | Château d'Aureille                      | Aureille                                          |                                                                 | XIIe siècle | 43° 42′ 27″ N, 4° 56′ 52″ E |              |
|                                               | Château d'Aurons                        | Aurons                                            |                                                                 | |                             |              |
| Néo-classique                                 | Château d'Avignon                       | Saintes-Maries-de-la-Mer                          | Classé MH (2003) · Notice no PA00081454                         | XVIIIe et XIXe siècles | 43° 33′ 31″ N, 4° 24′ 37″ E |              |
| Château fort                                  | Château de La Barben                    | La Barben                                         | Classé MH (1984) · Notice no PA00081199                         | XIIe et XIXe siècles | 43° 37′ 41″ N, 5° 12′ 21″ E |              |
| Baroque, rococo                               | Château de Barbentane                   | Barbentane                                        | Classé MH (1949) · Notice no PA00081200                         | XVIIe et XVIIIe siècles | 43° 54′ 03″ N, 4° 44′ 51″ E |              |
| Château fort · Ruine ou disparu               | Château des Baux                        | Les Baux-de-Provence                              | Classé MH (1904) · Notice no PA00081208                         | XIe siècle | 43° 44′ 40″ N, 4° 47′ 49″ E |              |
|                                               | Château la Beaumetane                   | Lançon-de-Provence                                |                                                                 | |                             |              |
| Château fort                                  | Château de Beaurecueil                  | Beaurecueil                                       | Inscrit MH (2010) · Notice no PA00092219                        | XVe et XVIIIe siècles | 45° 29′ 36″ N, 3° 16′ 43″ E |              |
|                                               | Château de Béziers                      | Lambesc                                           |                                                                 | |                             |              |
|                                               | Pavillon de Bidaine                     | Lambesc                                           |                                                                 | |                             |              |
|                                               | Château de Bonrecueil                   | Lambesc                                           |                                                                 | |                             |              |
| Château fort · Ruine ou disparu               | Château de Boulbon                      | Boulbon                                           | Classé MH (1976) · Notice no PA00081232                         | XIIe et XVIIe siècles | 43° 51′ 46″ N, 4° 41′ 42″ E |              |
|                                               | Château de La Brillanne                 | Aix-en-Provence (hameau de Coutheron à Puyricard) |                                                                 | XVe et XIXe siècles | 43° 36′ 03″ N, 5° 27′ 12″ E |              |
| Bastide                                       | Château de Bruni                        | Berre-l'Étang                                     |                                                                 | XVIe siècle |                             |              |
| Forteresse, fort(ification)                   | Fort de Bouc                            | Martigues                                         | Inscrit MH (1930) · Notice no PA00081379 · Notice no IA13001156 | | 43° 23′ 37″ N, 4° 59′ 09″ E |              |
|                                               | Château de Cabanes                      | Rognes                                            | Inscrit MH (1976) · Notice no PA00081414                        | XVIIIe siècle | 43° 37′ 39″ N, 5° 24′ 22″ E |              |
|                                               | Château de Cadarache                    | Saint-Paul-lès-Durance                            | Inscrit MH (1925) · Notice no PA00081437                        | XVe siècle | 43° 43′ 03″ N, 5° 44′ 59″ E |              |
|                                               | Château de la Calade                    | Aix-en-Provence                                   | Classé MH (2015) · Notice no PA00080987                         | XVIIe et XIXe siècles Propriété privée | 43° 34′ 22″ N, 5° 23′ 23″ E |              |
|                                               | Château Calissanne                      | Lançon-de-Provence                                |                                                                 | |                             |              |
|                                               | Château de Caseneuve                    | Lançon-de-Provence                                |                                                                 | |                             |              |
| Château fort                                  | Château de Cassis                       | Cassis                                            |                                                                 | IIXe et XVIIe siècles | 43° 12′ 45″ N, 5° 32′ 21″ E |              |
| Ruine ou disparu                              | Tours de Castillon                      | Paradou                                           |                                                                 | | 43° 42′ 18″ N, 4° 47′ 21″ E |              |
|                                               | Château Charles-Roux                    | Sausset-les-Pins                                  |                                                                 | XIXe siècle | 43° 19′ 55″ N, 5° 06′ 09″ E |              |
| Néo-Renaissance                               | Château de Charleval                    | Charleval                                         |                                                                 | XIXe siècle | 43° 43′ 16″ N, 5° 14′ 40″ E |              |
| Château fort · Ruine ou disparu               | Château de Châteaurenard                | Châteaurenard                                     | Notice no IA13001221                                            | Moyen Âge, XIXe et XXe siècles | 43° 52′ 58″ N, 4° 51′ 25″ E |              |
|                                               | Château des Creissauds                  | Aubagne                                           |                                                                 | XIXe siècle, propriété privée | 43° 16′ 44″ N, 5° 32′ 06″ E |              |
|                                               | Château de la Demande                   | Aubagne                                           |                                                                 | |                             |              |
| Château fort                                  | Château de l'Empéri                     | Salon-de-Provence                                 | Classé MH (1956) · Notice no PA00081459                         | IXe et XIIIe siècles | 43° 38′ 23″ N, 5° 05′ 50″ E |              |
| Bastide                                       | Château de Favary                       | Aubagne                                           |                                                                 | construite en 1860 |                             |              |
|                                               | Château de Fonscolombe                  | Le Puy-Sainte-Réparade                            | Classé MH (1994) · Notice no PA00081504                         | |                             |              |
| Domaine viticole                              | Château de Fontblanche                  | Cassis                                            |                                                                 | |                             |              |
| Domaine viticole                              | Château de Fontcreuse                   | Cassis                                            |                                                                 | Élégante bâtisse du XVIIIe siècle |                             |              |
|                                               | Château de Fontvieille                  | Allauch                                           |                                                                 | |                             |              |
| Château fort                                  | Château de Fos-sur-Mer                  | Fos-sur-Mer                                       |                                                                 | |                             |              |
|                                               | Château de la Gaude                     | Aix-en-Provence                                   |                                                                 | |                             |              |
|                                               | Chateau de la Gélade                    | Aubagne                                           |                                                                 | |                             |              |
|                                               | Château de Goubelet (Château de Goblet) | Tarascon                                          | Inscrit MH (2012) · Notice no PA00081472                        | | 43° 47′ 47″ N, 4° 40′ 10″ E |              |
|                                               | Château du Grand Saint Jean             | Aix-en-Provence                                   |                                                                 | |                             |              |
| Hôtel particulier                             | Hôtel de Grimaldi-Régusse               | Aix-en-Provence                                   | Classé MH (1973) · Notice no PA00081033                         | |                             |              |
| Ruine ou disparu                              | Château de Janson                       | Saint-Estève-Janson                               |                                                                 | |                             |              |
|                                               | Château de Lenfant                      | Aix-en-Provence                                   |                                                                 | |                             |              |
|                                               | Pavillon de Lenfant                     | Aix-en-Provence                                   |                                                                 | |                             |              |
|                                               | Château de Libran                       | Lambesc                                           |                                                                 | |                             |              |
|                                               | Château de Marignane                    | Marignane                                         | Classé MH (1996) · Notice no PA00081322                         | Actuel hôtel de ville |                             |              |
| Bastide                                       | Château de La Martelle                  | Aubagne                                           |                                                                 | XVIIe siècle, dans la zone commerciale « La Martelle » | 43° 17′ 43″ N, 5° 35′ 28″ E |              |
|                                               | Château de la Mignarde                  | Aix-en-Provence                                   |                                                                 | |                             |              |
| Ruine ou disparu                              | Château de Montpaon                     | Fontvieille                                       |                                                                 | |                             |              |
| Ruine ou disparu                              | Château de Ners                         | Allauch                                           |                                                                 | |                             |              |
|                                               | Château Noir du Tholonet                | Le Tholonet                                       |                                                                 | Lieu mémoire de Paul Cézanne |                             |              |
| Ruine ou disparu                              | Château de la Penne                     | Pélissanne                                        |                                                                 | |                             |              |
|                                               | Château Pélissier                       | Saint-Rémy-de-Provence                            |                                                                 | |                             |              |
|                                               | Château Petit Sonnailler                | Aurons                                            |                                                                 | |                             |              |
|                                               | Château de Peynier                      | Peynier                                           |                                                                 | Château des familles Matheron et Thomassin de Peynier. Probablement construit au XVIe siècle, il est réaménagé par Louis de Thomassin de Peynier au XVIIIe siècle. Actuellement occupé par une école privée                                                                                     |                             |              |
|                                               | Château de la Pioline                   | Aix-en-Provence                                   |                                                                 | |                             |              |
| Ruine ou disparu                              | Château de Ponteau                      | Martigues                                         | Inscrit MH (1937) · Notice no PA00081377                        | |                             |              |
| Ruine ou disparu                              | Château de Puyricard                    | Aix-en-Provence                                   |                                                                 | |                             |              |
| Ruine ou disparu                              | Château de Rognes                       | Rognes                                            |                                                                 | |                             |              |
|                                               | Château de Roussan                      | Saint-Rémy-de-Provence                            | Inscrit MH (1993) · Notice no PA00125716                        | |                             |              |
| Bastide · Résidence épiscopale · Néo-gothique | Château La Royante                      | Aubagne                                           |                                                                 | Anciennement connue comme le « Château de l'évêque », cette bastide comprend une chapelle néo-gothique remarquable. |                             |              |
|                                               | Château de Sénéguier                    | Lançon-de-Provence                                |                                                                 | |                             |              |
| Domaine viticole                              | Château du Seuil                        | Aix-en-Provence                                   |                                                                 | |                             |              |
|                                               | Château de Sibourg                      | Lançon-de-Provence                                |                                                                 | |                             |              |
|                                               | Château Simone                          | Meyreuil                                          |                                                                 | |                             |              |
|                                               | Château des Taillades                   | Lambesc                                           |                                                                 | |                             |              |
| Château fort                                  | Château de Tarascon                     | Tarascon                                          | Classé MH (1840) · Notice no PA00081473                         | |                             |              |
|                                               | Château du Tholonet                     | Le Tholonet                                       |                                                                 | |                             |              |
| Château fort                                  | Château de Trets                        | Trets                                             |                                                                 | Construit au XIIIe siècle, agrandi plusieurs fois, notamment au XVe ou XVIe siècle, réaménagé au XVIIe siècle. Il conserve des éléments de défense médiévaux un escalier monumental renaissance, des plafonds peints à la française, et deux cheminées monumentales et des décors de gypseries. |                             |              |
|                                               | Château de Valbonnette                  | Lambesc                                           |                                                                 | |                             |              |
|                                               | Château de Vauvenargues                 | Vauvenargues                                      | Inscrit MH (1929) · Notice no PA00081489                        | |                             |              |
|                                               | Pavillon de Vendôme                     | Aix-en-Provence                                   |                                                                 | |                             |              |
|                                               | Château Virant                          | Lançon-Provence                                   |                                                                 | |                             |              |